# Jacques Généreux
Jacques Généreux, né le 9 mai 1956 à Saint-Brieuc (Côtes-d'Armor), est un économiste français. Il est maître de conférences des universités, en poste à l'Institut d'études politiques (IEP) de Paris.
Engagé en politique, il est le secrétaire national à l’économie du Parti de gauche, de sa création en 2008 jusqu'au congrès de Bordeaux de mars 2013. En 2016, il coordonne l'élaboration de L'Avenir en commun, le programme du mouvement La France insoumise fondé par Jean-Luc Mélenchon en vue de l'élection présidentielle de 2017.

## Biographie

### Jeunesse et études
Il est diplômé de l'Institut d'études politiques (IEP) de Paris en 1977, titulaire d'un diplôme d'études approfondies (DEA) d'économie en 1978, et d'un doctorat de troisième cycle en sciences économiques en 1980, obtenus dans ce même établissement.

### Parcours professionnel
Il commence à enseigner à l'IEP de Paris en 1983. Au début des années 2000, il donne le cours d'introduction à l'économie à l'Institut d'études politiques de Paris. Il est remplacé par Dominique Strauss-Kahn.
Il enseigne également à l'ESCP Business School.
Il est l'auteur de nombreux ouvrages, parmi lesquels des manuels d'économie, comme une Économie politique en trois volumes, ou Introduction à l'économie, et des essais de réflexion politique comme Une raison d'espérer (1997), Chroniques d'un autre monde (2003), Quel renouveau socialiste ? (2003).
Depuis le début des années 2000, il entend s'engager dans un travail de refondation anthropologique de la pensée politique et économique dont le premier opus La dissociété est paru en 2006 (nouvelle édition en poche, Points-Seuil en 2008). Le second volet de ce travail (paru en 2009), Le socialisme néomoderne ou l'avenir de la liberté, s'efforce de fonder un nouveau socialisme — une alternative à la Dissociété de marché qu'il nomme « Société du progrès humain » —, en s'appuyant sur ce que l'ensemble des sciences de l'homme et des sciences sociales nous enseignent sur le fonctionnement de l'être humain et des sociétés humaines. Cet opus 2 fera l'objet d'une nouvelle édition en poche (Points-Seuil, février 2011) sous un nouveau titre : L'autre société. L'opus 3 de sa « refondation anthropologique » paraît au Seuil en octobre 2010 : La grande régression. Il fait partie des économistes ayant analysé les nouvelles stratégies boursières sacrifiant l'emploi à la rentabilité ayant rendu inopérant le Théorème de Schmidt.
Cocréateur de l'émission radiophonique L'Économie en questions sur France Culture, en 1998, il coproduit et anime cette émission avec Dominique Rousset, avant d'être évincé en 2002 après le retour de la droite au pouvoir[réf. nécessaire]. Il est chroniqueur au mensuel Alternatives économiques, de 1999 à 2005. Il est par ailleurs directeur de collections aux Éditions du Seuil à partir de 1991.
En 2016, il publie La Déconnomie, ouvrage critique de la pensée orthodoxe en économie dans lequel, selon le journal Marianne, « en faisant appel aux sciences humaines, il explique le fonctionnement des élites et l'aliénation du peuple, tout en traçant un chemin pour les en délivrer ».

## Prises de positions

### Prises de positions économiques
Il s'oppose au néolibéralisme notamment dans son Manifeste pour l'économie humaine (2000) et dans Les Vraies Lois de l'économie (2001) qui obtient le prix lycéen du livre d'économie (réédité en poche, Points-Seuil en 2008).

### Militantisme
Parallèlement à ses activités professionnelles, il est un militant politique de longue date, dans un premier temps au Parti socialiste, actif au sein des courants Nouveau Monde, puis Nouveau Parti socialiste animé par Benoît Hamon et Henri Emmanuelli.

### Opposition au projet de Constitution européenne
Opposé au projet de Constitution européenne, il publie en 2005 au Seuil le Manuel critique du parfait européen : les bonnes raisons de dire non. Il est par ailleurs signataire de l'appel lancé par l'hebdomadaire Politis en faveur de l'organisation d'une alternative à gauche.

### Engagement partisan
Le 23 novembre 2008, il annonce qu'il quitte le Parti socialiste pour participer à la fondation du Parti de gauche (PG), dont il devient membre du Bureau national et secrétaire national à l'économie.[réf. souhaitée]
À la tête d'une liste du « Front de gauche pour changer d'Europe » (alliance regroupant le PG, le Parti communiste français (PCF) et la Gauche unitaire) dans la circonscription Ouest lors des élections européennes de juin 2009, il obtient un score de 4,6 % des voix dans ces terres où le PCF est historiquement faible, en progression, toutefois, par rapport au résultat obtenu par la seule liste communiste lors du scrutin précédent, en 2004. Il continue à soutenir le Front de Gauche, notamment aux élections régionales françaises de 2010.
Il n'est pas candidat à un nouveau mandat au Bureau national du Parti de gauche, lors de son congrès de Bordeaux de mars 2013.
En 2016, Jacques Généreux est responsable de la partie économique du programme L'Avenir en commun du mouvement La France insoumise fondé par Jean-Luc Mélenchon pour l'élection présidentielle française de 2017. Avec la juriste Charlotte Girard, il coordonne également l'ensemble du travail d'élaboration collective du programme. Il réitère son soutien lors de l'élection présidentielle de 2022.

## Vidéographie
- « Jacques Généreux, Quand la “connerie” économique prend le pouvoir, conférence, Université d'Évry, 2022 » (consulté le 6 septembre 2023)